# Ottomar Anschütz
Ottomar Anschütz (n. 16 mai 1846 în Lissa, provincia Poznań - d. 30 mai 1907 în Berlin-Friedenau) a fost un fotograf și un pionier al fotografiei moderne.